# La contadora de películas (película)
La contadora de películas es una película de comedia dramática de 2023 dirigida por Lone Scherfig a partir de un guion de Walter Salles, Rafa Russo e Isabel Coixet basada en la novela de Hernán Rivera Letelier protagonizada por Bérénice Bejo, Antonio de la Torre, Daniel Brühl, Sara Becker y Alondra Valenzuela. Es una coproducción internacional chileno-española-francesa.

## Argumento
Ambientada en un pueblo minero en el desierto de Atacama en la década de 1960, con el telón de fondo del cambio político en Chile y la decadencia de las comunidades mineras de salitre en el país,  tras un accidente de su padre, la familia no puede pagarse la entrada para todos al cine. La trama sigue la difícil situación de la hija  María Margarita, una joven que posee el don de contar películas en forma entretenida. De esta manera se convierte así en el "narrador de cine" oficial de la familia. Sin embargo pronto se convertirá en la contadora de historias del pueblo, donde la mayor parte de sus habitantes no pueden pagarse una entrada de cine.

## Reparto
- Bérénice Bejo como María Magnolia
- Daniel Brühl como Nansen [2]
- Sara Becker como María Margarita
- Antonio de la Torre como Medardo
- Alondra Valenzuela como María Margarita
- Mario Horton
- Pablo Schwarz
- Max Salgado
- Francisco Díaz como Mariano (18-22)
- Joaquín Guzmán como Marcelino (14-19)
- Alfred Berner como Mirto (17-19)
- Elian Lobos como Mariano (14)
- Santiago Urbina como Marcelino (9-11)
- Beltrán Izquierdo como Mirto (13)
- Simón Beltrán como Mauricio (11-14)

## Producción
Walter Salles fue el impulsor del proyecto, con una implicación de más de 10 años. La película es una coproducción hispano-francesa-chilena de A Contracorriente Films (Adolfo Blanco y Manuel Monzón), Selenium Films (Vincent Juillerat), Altiro Films (Andrés Mardones) y Contadora Films AIE, con la participación de RTVE, TVC y Euskaltel-Telecable y el respaldo de ICAA, ICEC y Crea-SGR

## Premios, nominaciones y reconocimientos
Estaba previsto que la película tuviera una presentación especial en el 48.º Festival Internacional de Cine de Toronto el 15 de septiembre de 2023 y abrió el 68.º Festival Internacional de Cine de Valladolid el 21 de octubre de 2023.
Premios Goya
| Categoría                 | Candidato(s) | Resultado |
| ------------------------- | ------------ | --------- |
| Mejor actriz revelación   | Sara Becker  | Nominada  |
| Mejor dirección artística | Carlos Conti | Nominado  |
| Mejor diseño de vestuario | Mercè Paloma | Nominada  |

En noviembre de 2024 la película fue seleccionada por el Festival Internacional de Cine de Gijón FICX62 para la sección Pantalla para un debate.

## Recepción
Según el sitio web de agregación de reseñas Rotten Tomatoes, The Movie Teller tiene un índice de aprobación del 90% basado en 10 reseñas de críticos, con una calificación promedio de 6,7/10.
- Steve Pond de The Wrap escribió que "en sus momentos más felices", la película "es gloriosa y sí, un poco cursi; en los más oscuros, sigue siendo encantadora y triste".

- Pete Hammond de Deadline Hollywood consideró que la película era "una visita obligada" para los amantes del cine de todo el mundo.

- Maggie Lovitt de Collider le dio a la película una calificación B+, considerándola "una carta de amor a la comunidad que crece a partir de las semillas de la narración".